# Александрово (Красногородский район)
Александрово — деревня в Красногородском районе Псковской области России. Входит в состав Пограничной волости.
Расположена на юге района, в 2 км от озера Высокое, в 21 км к юго-западу от районного центра, посёлка Красногородск.

## Население
Численность населения деревни по оценке на конец 2000 года составляла 44 жителя, на 2010 год — 18 жителей.